# Ou Ya Dav

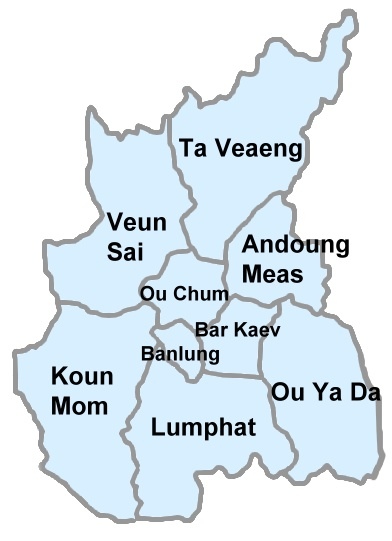
Distritos de la provincia de Ratankiri

Ou Ya Dav es uno de los nueve distritos que forman la provincia camboyana de Ratanak Kirí, con una población estimada en marzo de 2008 de 16 420 habitantes. Está dividido en las siguientes  comunas (khum), que se muestran asimismo con población estimada de 2008:
- Bar Kham 2,050
- Lum Choar 2,758
- Pak Nhai 3,034
- Pate 1,940
- Saom Thum 2,961
- Sesant 1,359
- Ya Tung 2,318[1]